# Chamonixia vittatispora
Chamonixia vittatispora är en svampart som beskrevs av G.W. Beaton, Pegler & T.W.K. Young 1985. Chamonixia vittatispora ingår i släktet Chamonixia och familjen Boletaceae.   Inga underarter finns listade i Catalogue of Life.